# Roa Island

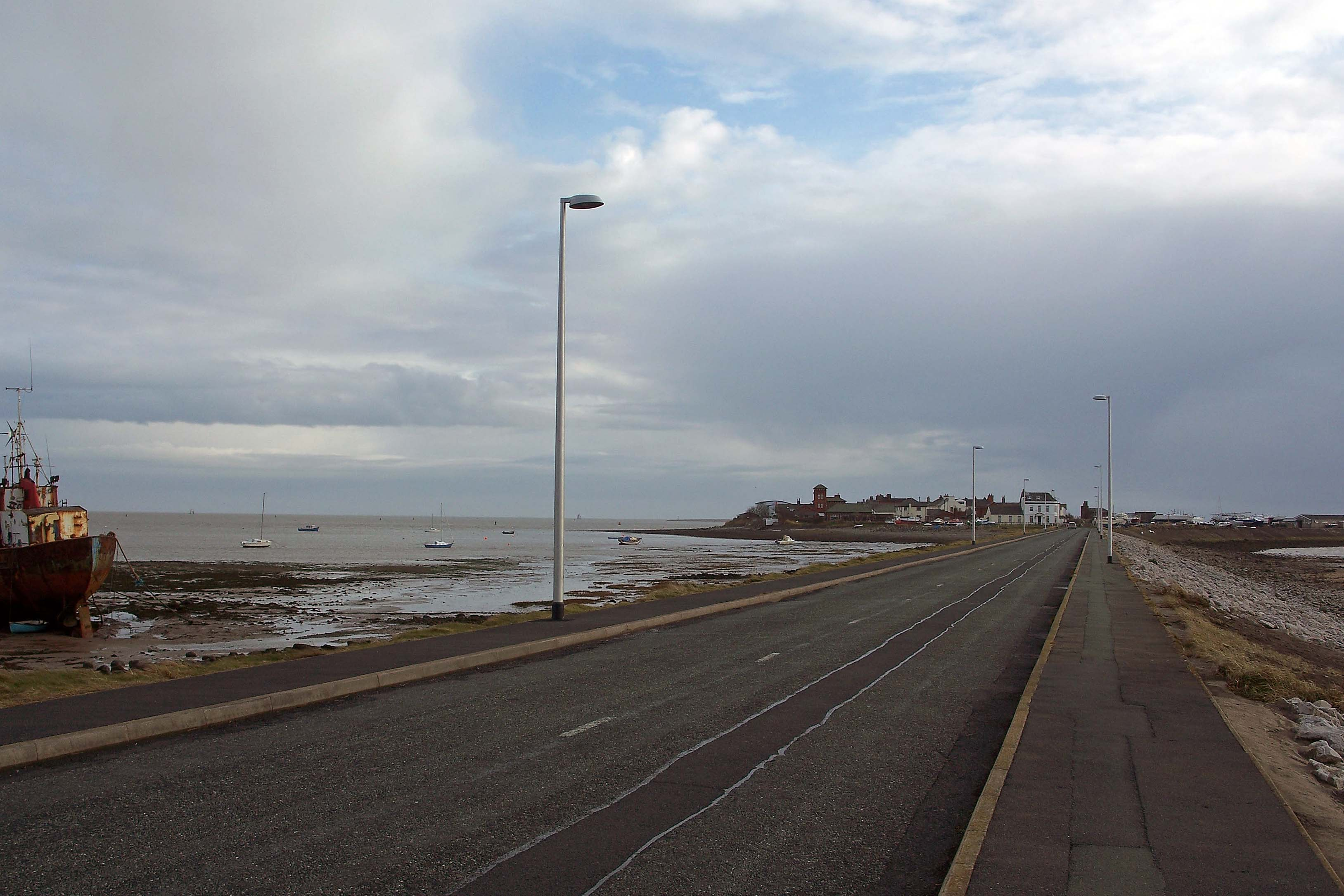
De weg naar Roa Island anno 2008

Roa Island is een eilandje van circa 3 hectare in het noordwesten van Engeland, in het noordwesten van Morecambe Bay in het graafschap Cumbria. Het behoort tot de stad Barrow-in-Furness en telt ongeveer 100 inwoners. Tezamen met Walney Island, Piel Island en Barroweiland maakt het deel uit van de eilanden van Barrow. Voorheen lag Roa Island in Lancashire, maar de grens van Cumbria is ietwat naar het zuiden opgeschoven. Roa Island ligt tegenover het dorp Rampside op het schiereiland Furness; sedert 1846 verbindt een damweg het eiland met het vasteland. Ten zuidoosten van Roa Island ligt nog het onbewoonde Foulney Island.

## Geschiedenis
Roa Island was sedert 1840 het privé-eigendom van de Londense bankier en politicus John Abel Smith, die een pier bouwde van waarop Roa Island via een stoomboot met een spoorweg van de Furness Railway verbonden werd. Smith had talloze conflicten met de spoorwegmaatschappij, die haar eigen stoombootdienst opzette, totdat een storm in 1852 de pier grotendeels verwoestte en de Furness Railway Roa Island in een lease overnam. De spoorlijn bleef in gebruik tot 1936 en is heden ten dage verdwenen.

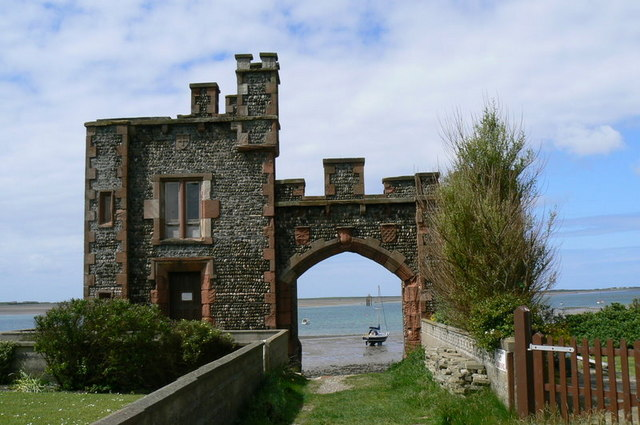
De douanewachttoren anno 2007

## Bezienswaardigheden
Het eiland is klein en er is nauwelijks toerisme. Wel heeft Roa Island een hotel en een jachtclub. Een villa op Roa Island deed tijdens de Tweede Wereldoorlog als legerbasis dienst. Roa Island bezit tevens een oude wachtpost van de douane uit 1847, alsmede een vestiging van de Royal National Lifeboat Institution.